# Georg Elser Halle

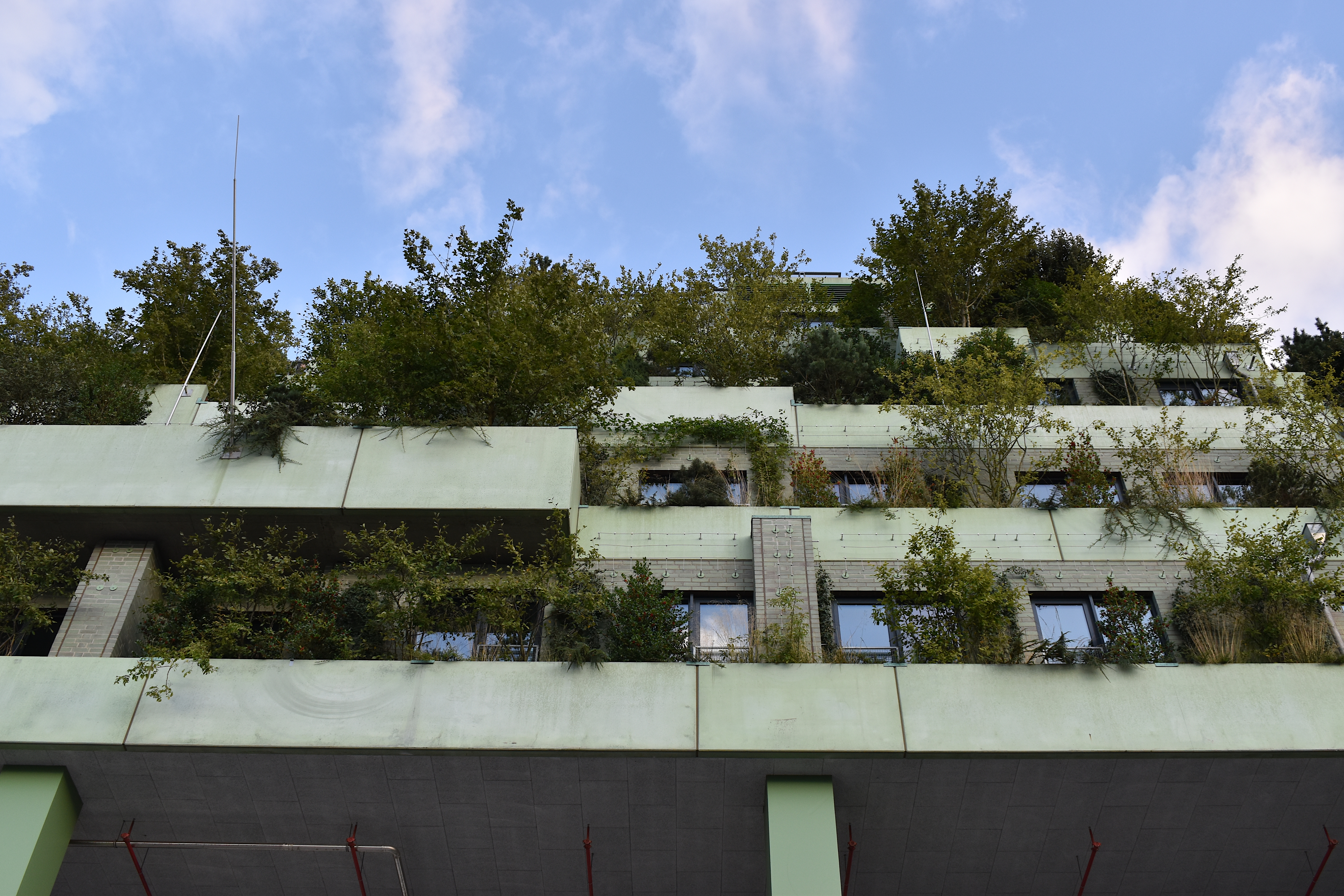
Grüner Bunker

Die Georg Elser Halle ist eine Mehrzweckhalle in Hamburg-St. Pauli in unmittelbarer Nähe zum Millerntor-Stadion. Sie befindet sich auf dem Heiligengeistfeld in der Feldstraße 66 in dem von 2019 bis 2024 errichteten fünfstöckigen Aufbau des Grünen Bunkers. Die im Juli 2024 eröffnete Halle hat eine Kapazität von 2.200 Zuschauern und dient als Veranstaltungs- und Sporthalle.

## Name

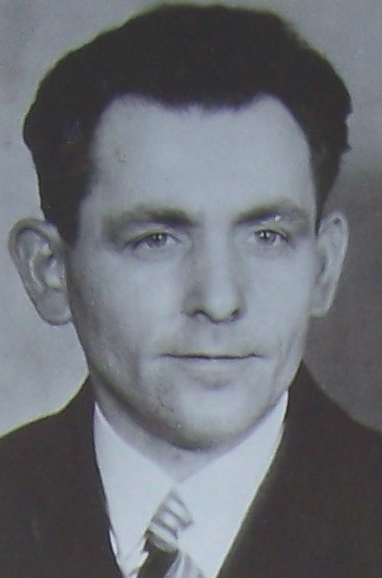
Georg Elser (1939)

Die Halle wurde nach dem Widerstandskämpfer Georg Elser benannt, der am 8. November 1939 im Münchner Bürgerbräukeller ein Attentat auf Adolf Hitler unternahm, das knapp scheiterte.
Die Premieren-Veranstaltung der Halle fand am Jahrestag des Stauffenberg-Attentats am 20. Juli 2024 statt.

## Geschichte
Die Ursprünge des Standortes reichen bis in die Zeit des Zweiten Weltkriegs zurück, als der Flakturm IV als Luftschutzbunker errichtet wurde.

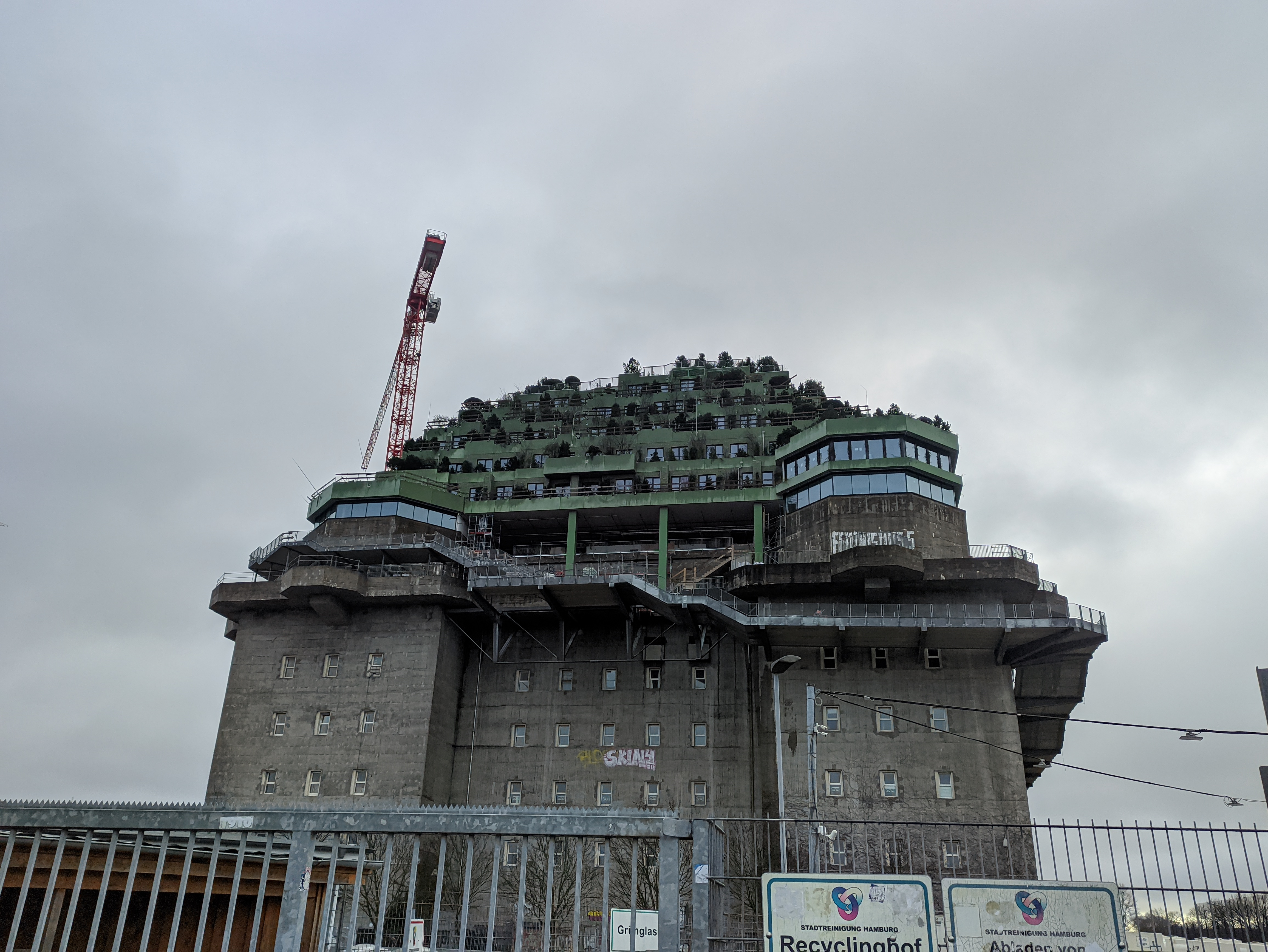
Frontansicht des Flakturms IV während seiner Renovierung Januar 2024

In den Jahren nach dem Krieg stand der Bunker größtenteils ungenutzt, bis er in den letzten Jahrzehnten als historisches Bauwerk neu entdeckt und für kulturelle Zwecke umfunktioniert wurde. Der Umbau in einen modernen Veranstaltungsort markiert einen Wendepunkt in der Wiederverwendung industrieller und militärischer Bausubstanz in Hamburg.

## Architektur und Neubau
Die Georg Elser Halle verbindet die Geschichte des Flakturms IV mit zeitgemäßer Architektur. Sie befindet sich im ersten Stockwerk des fünfstöckigen Aufbaus auf der Ostseite. Das architektonische Konzept schafft eine Symbiose aus der erhaltenen Bunkerstruktur und modernen Elementen, wobei besonderes Augenmerk auf Akustik, Beleuchtung und technische Ausstattung gelegt wurde. Die Georg Elser Halle wurde von dem Hamburger Architekturbüro L+ entworfen. Durch den Neubau erhöhte sich der Bunker von ursprünglich 37 Metern auf eine Gesamthöhe von 58 Metern.

## Veranstaltungen und kulturelle Bedeutung
Seit der Eröffnung im Juli 2024 hat sich die Georg Elser Halle als wichtiger kultureller Treffpunkt in Hamburg etabliert. Das Veranstaltungsprogramm reicht von internationalen Konzerten und lokalen Künstlerauftritten über Lesungen bis hin zu Partys und anderen Events. Durch die Förderung interdisziplinärer Projekte trägt die Halle zur urbanen Kulturszene bei und bietet sowohl etablierten Künstlern als auch Newcomern eine Plattform. Betreiber der Georg Elser Halle ist die HighGroundGardens Event GmbH des Club-Managers Wolf von Waldenfels. 
Die Halle wird vom nahegelegenen Struensee Gymnasium als Sporthalle genutzt.
Im gleichen Gebäude befindet sich der Hamburger Musikclub Uebel & Gefährlich.

## Rezeption und Kritik
Die Eröffnung und der Betrieb der Georg Elser Halle wurden in den Medien breit diskutiert. Viele Beobachter loben die innovative Verbindung von historischer Bausubstanz und moderner Architektur sowie die akustischen Eigenschaften des Veranstaltungsortes. Gleichzeitig wurde auch Kritik geäußert, etwa hinsichtlich der Namensgebung und der Art der kulturellen Inszenierung. Betreiber und Verantwortliche betonen jedoch, dass die Halle als Raum des Austauschs und der Vielfalt verstanden wird, der sowohl der Erinnerung an die Vergangenheit als auch den Anforderungen der Gegenwart gerecht wird.
Die Halle ist nur über eine Außentreppe erreichbar und somit nicht uneingeschränkt barrierefrei. Mobilitätseingeschränkte Personen können jedoch auf Anfrage den Aufzug des im gleichen Gebäude befindlichen Hotels benutzen.